# Jarama
Il Jarama è un fiume della Spagna, tra i principali affluenti del Tago.
Nasce ai piedi della Peña Cebollera (conosciuta anche come Pico de las Tres Provincias), nel comune di El Cardoso de la Sierra nella Sierra de Ayllón, Sistema Centrale), vicino al confine tra le province di Madrid, Guadalajara e Segovia, vicino all'Angostura nelle pinete e querceti di (Guadalajara).
Scorre nelle province di Guadalajara e Madrid. I suoi affluenti sono il Lozoya, il Guadalix ed il Manzanarre da destra; l'Henares ed il Tajuña da sinistra.
Nella prima parte del suo corso costeggia la faggeta di Montejo, segnando il confine tra le province di Madrid e Guadalajara. Entra nella provincia di Guadalajara all'altezza di La Hiruela, bagnando Colmenar de la Sierra, Matallana ed El Vado, dove le sue acque sono accumulate nel lago artificiale che porta il nome dell'antico paese ora sommerso (El Vado). Entra nuovamente nella provincia di Madrid all'altezza dell'abitato di Patones de Abajo, ricevendo le acque del Lozoya. A partire da qui, scorre in direzione nord-sud, passando per Talamanca de Jarama e lasciando alla sua destra il comune di Madrid all'altezza dell'aeroporto di Madrid-Barajas. Passato l'aeroporto riceve i suoi principali affluenti: l'Henares, il Tajuña ed il Manzanarre. Sfocia nel Tago poco a monte di Aranjuez.